# Бабайцева, Мария Алексеевна
Мария Алексеевна Бабайцева (1905 — 1999) — передовик советского сельского хозяйства, доярка животноводческого совхоза «Раменское» Министерства мясной и молочной промышленности СССР, Раменский район Московской области, Герой Социалистического Труда (1949).

## Биография
Родилась в 1905 году в селе Громушка, ныне Токарёвского района Тамбовской области в русской крестьянской семье. Получив начальное образование в сельской школе, начала трудовую деятельность с 1937 года в совхозе «Раменмское» Московской области в полеводческой бригаде.
С 1946 года начала свою деятельность на животноводческой ферме, стала работать дояркой. Очень быстро освоила профессию и вышла в передовики производства. По итогам трудовой деятельности в 1948 году показала высокие производственные показатели по надою молока. От каждой из закреплённых коров она смогла получить по 6024 килограмма молока за год.
За получение высокой продуктивности в животноводстве в 1948 году, Указом Президиума Верховного Совета СССР от 3 сентября 1949 года Марии Алексеевне Бабайцевой было присвоено звание Героя Социалистического Труда с вручением ордена Ленина и золотой медали «Серп и Молот».
В дальнейшем продолжала трудовую деятельность. Являлась постоянной участницей выставки достижениях народного хозяйства. Позднее вышла на заслуженный отдых.
Проживала в Раменском районе Московской области. Умерла в 1999 году.

## Награды
За трудовые успехи удостоена:
- золотая звезда «Серп и Молот» (03.09.1949),
- два орден Ленина (03.09.1949),
- Орден Трудового Красного Знамени (28.07.1948),
- другие медали.